# Émeraude de Colombie
L'émeraude de Colombie est une variété d'émeraude, considérée comme la plus pure et la plus recherchée en joaillerie.
Le marché de l'émeraude constitue une activité économique importante pour la Colombie, premier producteur mondial avec environ 50 % de la production totale (variable selon les années).
Les principaux sites esméraldifères sont les mines de Chivor, Muzo, Peñas Blancas et de Coscuez.

## Historique
Au XVIe siècle, les Espagnols découvrent en Amérique du Sud des gisements d'émeraudes, principalement en Colombie. La mine de Chivor est exploitée à partir de 1545 et celle de Muzo en 1594.
Ces pierres précieuses sont source de convoitises. Ainsi, dans les années 1980, la « guerre verte » éclate pour le contrôle du département de Boyacá, principale zone de production où se trouve Muzo, et fait 3 500 morts.

## Géographie
Les sites esméraldifères de Colombie sont  situés  sur les versants Est et Ouest de la Cordillère Orientale andine, près de Bogota. La zone  de production est divisée en deux districts miniers distincts localisés dans la  région du territoire Vàsquez et la vallée du río Guavio. Le territoire Vàsquez, situé à 100 km au nord-ouest de Bogota, regroupe les mines de Muzo, Coscuez, Peñas Blancas et La Pita et forme le « District Occidental ». Le « District Oriental », situé dans la vallée du río Guavio, est composé des mines de Chivor (anciennement mine de Somondoco), Buenavista, Montecristo et Gachalá.

## Économie de l'émeraude colombienne

### Extraction et production
La Colombie est le plus important producteur mondial (60 % de la production mondiale, 6 millions de carats pour l’année 1995). Les principales mines d'émeraudes sont les mines de Chivor, Muzo, Peñas Blancas et de Coscuez et forment ce qui est appelé le « triangle d'or ».
Récemment, la Colombie a mis en place un programme de traçabilité de ses émeraudes afin de renforcer le processus de contrôle de sa chaine de production minière.

## Caractéristiques des émeraudes colombiennes
Selon un expert américain, Ronald Ringsrud, « ces pierres sont uniques par leur couleur et leur pureté ». Il souligne également le fait qu'« elles poussent dans un sol sédimentaire, un environnement géologique plus doux qui permet au cristal de mieux s'épanouir que dans un sol granitique comme au Brésil ».

## Émeraudes colombiennes notables
- L'émeraude de Gachalá est une émeraude non taillée de 858 carats (172 g). Elle fut découverte en 1967 dans la mine de Vega de San Juan et est nommée en référence à Gachalá, municipalité colombienne où elle fut découverte.
- l'émeraude du duc de Devonshire (en), de 1 384 carats, donné à William Cavendish, le 6e duc de Devonshire, par Pierre Ier du Brésil en 1831.

## Organismes liés aux émeraudes colombiennes
- Fédération nationale des émeraudes de Colombie (Fesmeraldas)
- Asociación Colombiana de Exportadores de Esmeraldas (Acodes)